# Каратыгин, Игорь Васильевич
Игорь Васильевич Каратыгин (6 февраля 1941, Ленинград — 11 июля 2021, Санкт-Петербург) — российский учёный, биолог, миколог, доктор биологических наук. Житель блокадного Ленинграда.

## Биография
В 1964 году окончил Ленинградский Государственный Университет, биолого—почвенный факультет, кафедру ботаники. В 1965 году поступил в Ботанический институт имени В. Л. Комарова РАН в качестве стажёра-исследователя. В 1971 году защитил диссертацию на соискание ученой степени кандидата биологических наук по теме «Развитие в тканях Zea mays L. возбудителя пузырчатой головни Ustilago maydis (DC.) Cda. в связи с его жизненным циклом». В 1982 году защитил диссертацию на соискание ученой степени доктора биологических наук по теме «Головневые грибы: онтогенез и филогенез».
С 2005 года главный научный сотрудник Ботанического института имени В. Л. Комарова. РАН, участник многочисленных экспедиций в отдаленные регионы России. Исследовал таксономический состав и географию паразитных грибов Арктики, Дальнего Востока, Алтая и других регионов России. Материалы экспедиций легли в основу опубликованных Игорем Васильевичем монографий. Особое внимание уделял вредоносным возбудителям болезней зерновых культур. Выступал на микологических конференциях и съездах. В частности, в качестве приглашенного докладчика выступил на Первом Делегатском съезде Российского ботанического общества (1993, Ульяновск) и Первом съезде Национальной академии микологии (2003, Москва). Последние годы посвятил палеомикологии, в частности, вопросам, связанным с происхождением грибов, их симбиозам с растениями и последующей коэволюцией. Особое внимание Игорь Васильевич уделял проблемам палеомикологии девона и роли грибов в становлении и стабилизации первых наземных экосистем.
В настоящее время проживает в Санкт—Петербурге.

## Научная деятельность
- Член Ученого совета Ботанического института РАН им. В. Л. Комарова
- Член редакционной коллегии журнала Микология и фитопатология. С 2002 по 2008 годы заместитель главного редактора журнала.
- Член редколлегии ежегодника «Новости систематики низших растений»
- Член Совета Русского ботанического общества (РБО)
- Автор 8 монографий и около 170 статей по вопросам микологии, фитопатологии, систематике фитопатогенных грибов, палеоботанике, эволюции грибов.

### Монографии
- Каратыгин И. В. Головневые грибы: онтогенез и филогенез. Л. Наука. 1981. 216 с.
- Каратыгин И. В. Возбудители головни зерновых культур. Л. Наука. 1986. 110 с. ISBN 5-ВО-ГО-ЗЕ-КУ
- Каратыгин И.В., Азбукина З.М. Определитель грибов СССР. Головневые. 1. Семейство Устилаговые. Л. Наука. 1989. СПб. 220 с. ISBN 978-5-458-27908-6
- Азбукина З.М., Каратыгин И.В. Определитель грибов России. Головневые. 2. Семейство Тиллетиевые. 1995. СПб. Наука. 262 с. ISBN 5-02-026700-7: 12000
- Каратыгин И.В. Коэволюция грибов и растений. СПб. 1993. Гидрометеоиздат. 118 с. ISBN 5-286-01119-5
- Каратыгин И. В. Определитель грибов России. Порядки Exobasidiales, Taphrinales, Protomycetales, Microstromatales. Л. 2002. Наука. 137 c. ISBN 502026184x
- Азбукина З.М., Каратыгин И.В., Говорова О.К. Класс Ustomycetes // Низшие раст., грибы и мохообразные сов. Дальнего Востока. Т. 3. Грибы. Наука. 1995. СПб. 206 с. ISBN 5-02-025998-5
- Каратыгин И.В., Нездойминого Э.Л., Новожилов Ю.Т., Журбенко М.П. Грибы Российской Арктики. 1999. СПб. Изд. хим.—фарм. акад. 212 с. ISBN 5-8085-0058-3

### Основные статьи
- Каратыгин И. В. Коэволюция грибов и растений: филогенетические и экологические последствия //Ботан. журн.. 1990. Т. 75, № 8. С. 1049—1060.
- Каратыгин И. В. Грибные организмы и их роль в эволюции экосистем //Ботан. журн. 1994. Т. 79, № 2. С. 13—20.
- Каратыгин И. В. Макросистематика грибов на современном этапе //Ботан. журн. 2000. Т. 85, № 6. С. 19—34.
- Каратыгин И. В. Андрей Сергеевич Фаминцын (1835—1918) — значение его работ для микологии и общей биологии //Микол. и фитопатол. 2000. Т. 34, № 3. С. 81—85.
- Каратыгин И. В. Грибы как компоненты экосистем прошлого//Ботан. журн. 2005. Т. 90. № 9. С. 1297—1318.
- Каратыгин И. В., Снигиревская Н. С., Демченко К. Н. Виды рода Glomites как микобионты растений экосистем раннего девона // Палеонтол. журн. 2006. Т. 5, С. 1-9.
- Karаtygin I. V., Snigirevskaya N. S., Vikulin S. V. The most ancient terrestrial lichen Winfrenatia reticulata: a new find and new interpretation //Paleontol. Journ. 2009. Vol. 43, № 1. Р. 107—114.
- Karаtygin I. V. Fossil fungi: the present state of the problem // Mycology Today. Nat. Acad. Mycol. 2007. M. Vol. 1, p. 10-28. ISBN 978-5-93649-020-0
- Каратыгин И. В., Снигиревская Н. С. Палеонтологические свидетельства о происхождении основных таксономических групп грибов //Микол. и фитопатол. 2004. Т. 38, № 5. С. 15—31.
- Каратыгин И. В., Снигиревская Н. С., Викулин С. В. Симбиоз гриба и цианобактерий в девоне // Микол. и фитопатол. 2010. Т. 44, № 1. С. 31—36.
- Каратыгин И. В. Головневые грибы Европейской части России. Предварительный каталог //Микол. и фитопатол. 2012. Т. 46, № 2. С. 41—53.
- Karаtygin I. V. The law of homologous series and its implications for the systematic of fungi // Микол. и фитопатол. 2014.Т. 48, № 2. С. 73—77.